# Pheidole umbonata
Pheidole umbonata är en myrart som beskrevs av Mayr 1870. Pheidole umbonata ingår i släktet Pheidole och familjen myror.

## Underarter
Arten delas in i följande underarter:
- P. u. fusciventris
- P. u. umbonata